# لاپینگتون
لاپینگتون (به انگلیسی: Loppington) یک روستا و محله مدنی در بریتانیا است که در Shropshire واقع شده‌است. لاپینگتون ۶۱۱ نفر جمعیت دارد.